# Grand Prix Formule 1 van Oostenrijk 1975
De Grand Prix Formule 1 van Oostenrijk 1975 werd gehouden op 17 augustus 1975 op de Österreichring.

## Uitslag
| Positie | Nummer | Rijder                | Team            | Ronden | Tijd/Opgave         | Startplaats | Punten |
| ------- | ------ | --------------------- | --------------- | ------ | ------------------- | ----------- | ------ |
| 1       | 9      | Vittorio Brambilla    | March-Ford      | 29     | 0:57:56.69          | 8           | 4½     |
| 2       | 24     | James Hunt            | Hesketh-Ford    | 29     | + 27.03             | 2           | 3      |
| 3       | 16     | Tom Pryce             | Shadow-Ford     | 29     | + 34.85             | 15          | 2      |
| 4       | 2      | Jochen Mass           | McLaren-Ford    | 29     | + 1:12.66           | 9           | 1½}    |
| 5       | 5      | Ronnie Peterson       | Lotus-Ford      | 29     | + 1:23.33           | 13          | 1      |
| 6       | 12     | Niki Lauda            | Ferrari         | 29     | + 1:30.28           | 1           | ½      |
| 7       | 11     | Clay Regazzoni        | Ferrari         | 29     | + 1:39.07           | 5           |        |
| 8       | 3      | Jody Scheckter        | Tyrrell-Ford    | 28     | + 1 Ronde           | 10          |        |
| 9       | 1      | Emerson Fittipaldi    | McLaren-Ford    | 28     | + 1 Ronde           | 3           |        |
| 10      | 18     | John Watson           | Surtees-Ford    | 28     | + 1 Ronde           | 18          |        |
| 11      | 4      | Patrick Depailler     | Tyrrell-Ford    | 28     | + 1 Ronde           | 7           |        |
| 12      | 31     | Chris Amon            | Ensign-Ford     | 28     | + 1 Ronde           | 23          |        |
| 13      | 25     | Brett Lunger          | Hesketh-Ford    | 28     | + 1 Ronde           | 17          |        |
| 14      | 7      | Carlos Reutemann      | Brabham-Ford    | 28     | + 1 Ronde           | 11          |        |
| 15      | 23     | Tony Brise            | Hill-Ford       | 28     | + 1 Ronde           | 16          |        |
| 16      | 22     | Rolf Stommelen        | Hill-Ford       | 27     | + 2 Ronden          | 25          |        |
| 17      | 29     | Lella Lombardi        | March-Ford      | 26     | + 3 Ronden          | 21          |        |
| NC      | 33     | Roelof Wunderink      | Ensign-Ford     | 25     | Niet geklasseerd    | 27          |        |
| NF      | 32     | Harald Ertl           | Hesketh-Ford    | 23     | Elektrisch probleem | 26          |        |
| NF      | 21     | Jacques Laffite       | Williams-Ford   | 21     | Handling            | 12          |        |
| NF      | 8      | Carlos Pace           | Brabham-Ford    | 17     | Motor               | 6           |        |
| NF      | 20     | Jo Vonlanthen         | Williams-Ford   | 14     | Motor               | 28          |        |
| NF      | 10     | Hans-Joachim Stuck    | March-Ford      | 10     | Ongeluk             | 4           |        |
| NF      | 17     | Jean-Pierre Jarier    | Shadow-Matra    | 10     | Injectie            | 14          |        |
| NF      | 14     | Bob Evans             | BRM             | 2      | Motor               | 24          |        |
| NF      | 27     | Mario Andretti        | Parnelli-Ford   | 1      | Ongeluk             | 19          |        |
| NC      | 28     | Mark Donohue          | March-Ford      | 0      | Fataal ongeluk      | 20          |        |
| NC      | 6      | Brian Henton          | Lotus-Ford      | 0      | Ongeluk             | 22          |        |
| NQ      | 35     | Tony Trimmer          | Maki-Ford       |        |                     |             |        |
| NQ      | 30     | Wilson Fittipaldi Jr. | Fittipaldi-Ford |        |                     |             |        |

## Wetenswaardigheden
- Eerste en enige overwinning: Vittorio Brambilla
- Mark Donohue stierf aan de gevolgen van een ongeluk tijdens de laatste oefensessie. Ook twee marshalls kwamen hierbij om het leven.
- De race werd voortijdig afgevlagd omwille van het slechte weer.

## Statistieken
| Pole-position | Niki Lauda         | Ferrari    | 1:34.85 |
| Snelste ronde | Vittorio Brambilla | March-Ford | 1:53.9  |

## Noot
- Dit was het debuut van de Amerikaanse coureur Brett Lunger en de Zwitserse coureur Jo Vonlanthen.
- Dit was de 25ste snelste ronde voor een Italiaanse coureur.
- Eerste podiumplaats voor Tom Pryce.
- Eerste snelste ronde, podiumplaats en Grand Prix-winst voor Vittorio Brambilla. Het was tevens de 25ste Grand Prix-winst voor een Italiaanse coureur.

1963 · 1964 · 1970 · 1971 · 1972 · 1973 · 1974 · 1975 · 1976 · 1977 · 1978 · 1979 · 1980 · 1981 · 1982 · 1983 · 1984 · 1985 · 1986 · 1987 · 1997 · 1998 · 1999 · 2000 · 2001 · 2002 · 2003 · 2014 · 2015 · 2016 · 2017 · 2018 · 2019 · 2020 · 2021 · 2022 · 2023 · 2024 · 2025
Als eretitel: 1923 (Italië) · 1924 (Frankrijk) · 1925 (België) · 1926 (San Sebastián) · 1927 (Italië) · 1928 (Italië) · 1930 (België) · 1947 (België) · 1948 (Zwitserland) · 1949 (Italië) · 1950 (Groot-Brittannië) · 1951 (Frankrijk) · 1952 (België) · 1954 (Duitsland) · 1955 (Monaco) · 1956 (Italië) · 1957 (Groot-Brittannië) · 1958 (België) · 1959 (Frankrijk) · 1960 (Italië) · 1961 (Duitsland) · 1962 (Nederland) · 1963 (Monaco) · 1964 (Groot-Brittannië) · 1965 (België) · 1966 (Frankrijk) · 1967 (Italië) · 1968 (Duitsland) · 1972 (Groot-Brittannië) · 1973 (België) · 1974 (Duitsland) · 1975 (Oostenrijk) · 1976 (Nederland) · 1977 (Groot-Brittannië)
Als alleenstaande race: 1983 · 1984 · 1985 · 1993 · 1994 · 1995 · 1996 · 1997 · 1999 · 2000 · 2001 · 2002 · 2003 · 2004 · 2005 · 2006 · 2007 · 2008 · 2009 · 2010 · 2011 · 2012 · 2016